# Науковий ступінь
Науковий ступінь (учений ступінь, академічний ступінь, титул) — ступінь офіційно прийнятої кваліфікаційної системи, що ранжує наукових і науково-педагогічних працівників у визначених галузях знань. В Україні присуджують наукові ступені доктора філософії й доктора наук, як правило, після додаткових етапів навчання у дослідному (аспірантському) підрозділі у вищому навчальному закладі (інституті, університеті, академії) або у науковій установі (науково-дослідному інституті), після здачі додаткових екзаменів, після певної кількості прилюдних обговорень своїх наукових робіт на наукових конференціях, після видання певної кількості своїх науково-практичних робіт в акредитованих збірниках наукових робіт і реалізації їх на практиці, після підготовки й публічного захисту своєї узагальнюючої наукової роботи у формі дисертації кандидата або доктора наук на засіданні акредитованої спеціалізованої вченої ради за визначеною галуззю знань і після узгодження цього рішення з Вищою атестаційною комісією України.
З 1993 року Вища атестаційна комісія України розробила «Додаток до диплома кандидата наук», що засвідчує відповідність наукових ступенів «Кандидат наук» і «Doctor of Philosophy» (Ph.D.). З 2004 року запроваджений удосконалений порядок оформлення «Додатка» і кожен кандидат наук зміг отримувати диплом PhD як додаток до диплома кандидата наук.
В Україні з липня 2016 року запровадили замість наукового ступеня кандидат наук загальноприйнятий у світі науковий ступінь доктор філософії (з лат. Philosophiæ doctor, Ph.D., іноді PhD чи DPhil). Присудження наукового ступеня «кандидат наук» тривало до 31 грудня 2019 року (після проведення захисту кандидатських дисертацій особами, які вступили в аспірантуру 2015 року)

## Історія

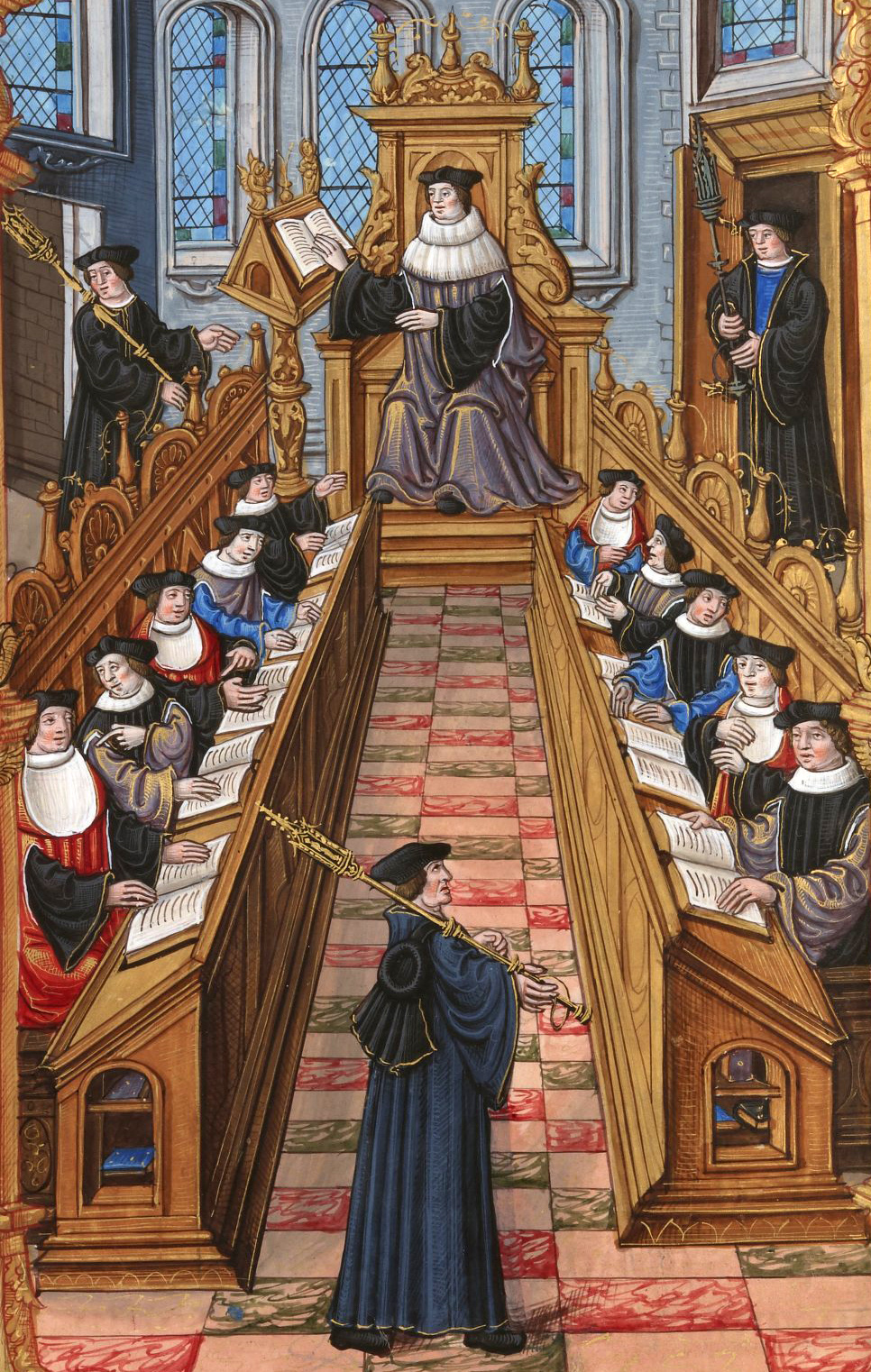
Нарада докторів у Паризькому університеті (середньовічні рукописи)

Практика присудження наукових ступенів (інша назва «учені ступені», також вживається як «академічні ступені», точніше його частина; інколи як «вчені титули») веде історію з часів перших західноєвропейських університетів. У XII столітті вперше ступінь доктор права була присуджена в Болонському університеті (у 1130 році), а доктора медицини — в Салернскому інституті (Італія). У XIII столітті Паризький університет запровадив ступінь Доктор богослов'я (теології). Спочатку титул доктора (лат. Doctus буквально «Науковець») і магістра (лат. magister — «вчитель») були близькими та взаємопов'язаними. Ступінь доктора передувала ступінь ліценціата (лат. licenciatus — «має право»), для одержання якої потрібно було скласти іспити і надати письмову роботу, а ступінь магістра — бакалавра (піздньолат. Васса-laureus — «увінчаний лаврами»), який присуджувався особам, що успішно склали іспит за фахом. Ієрархічна система ступенів магістр — доктор склалася вже у XV—XVII століттях, та з поширенням університетів була введена у більшості країнах Європи та закріплена університетськими статутами. У тих університетах, де нижчі ступені (бакалавр, ліценціат) скасовувалися, вимоги до них переносилися на вищі; в ряді країн для здобуття ступеня магістра був введений іспит за фахом. Присудження ступенів тривалий час супроводжувалося урочистістю і церемонією, що символізувала вступ у вчене братство. При корпоративній організації університетів ступінь магістра давала право на заміщення посади викладача лише в стінах певного університету, тоді як присвоєння ступеня «доктор» було передумовою самостійного ведення наукової та дослідницької роботи.
У XVI—XVII століттях в університетах Італії та Німеччини склалася практика наукового керівництва дисертантами. Ця місія покладалася на доктора наук — наукового керівника (лат. Padrone, нім. Doktorvater), котрий визначав тему дисертаційного дослідження, оцінював наукові досягнення здобувача та проголошував дисертанта доктором. У XVII столітті з'являються перші друковані дисертації, а у XVIII столітті, з перетворенням університетів у державні установи, була введена процедура захисту дисертацій на колегіальному засіданні вченої ради. У XIX столітті присудження ступенів стало контролюватися державними органами та регламентувалося законодавством.
Ступінь доктора є вищою. У більшості закордонних країн найменування докторського ступеня не відображає детальної спеціалізації: найбільш розповсюджений ступінь доктор філософії не означає спеціалізацію його носія саме у філософії, а може належати до широкого спектра як гуманітарних, так і природничих наук, від фізики й математики до філології. В університетах Великої Британії і країн, які традиційно використовують британську систему організації університетів, науковий ступінь доктор філософії (англ. Doctor of philosophy) є найвищим, але присуджується також почесний ступінь доктор наук (англ. Doctor of sciences) для заслужених науковців.
У деяких галузях знань науковий ступінь доктора має назву не доктор філософії, а доктор права (Legum Doctor, Doctor of Law), доктор медицини (Medicinæ Doctor, Doctor of Medicine), доктор теології (Divinitatis Doctor, Doctor of Theology/Divinity). Ці чотири (з доктором філософії) ступеня відповідають традиційній структурі середньовічних університетів, які зазвичай складалися з факультетів юриспруденції, медицині, теології та філософії (на останньому вивчались всі ті науки, які не можна було віднести до перших трьох).
У Франції та країнах, що використовують французьку систему вищої освіти, титул доктора охоплює кілька ступенів[джерело?], найнижча з котрих доктор третього циклу (фр. Docteur de troisieme cycle — таким циклом вважаються 5—6-й роки навчання в університеті), наступні — доктор університету (фр. Docteur de l'Universite, що встановлена в 1897 році та присуджується за підсумками захисту дисертації і як полегшена щодо вимог призначається головним чином іноземцям) та державний доктор фр. Docteur de l'Etat; вимагається подання двох друкованих дисертацій — головної (англ. These principale) на тему, обрану дисертантом, і додаткової (англ. These complemen-taire) на тему, визначену факультетом.
У 1935 році в Німеччині крім ступеня доктора наук був введений ступінь габілітованого доктора (нім. Doctor habilitatus), яка представляла право на заміщення посади професора університету. В університетах ФРН у докторський диплом вноситься оцінка, отримана на докторському іспиті, а також оцінка захисту.
В багатьох академічних установах світу людині в знак визнання її наукових або інших заслуг починаючи з XIX століття може бути присуджений почесний ступінь доктора цієї установи (лат. Honoris causa, скорочено: h.с., лат. Doctor honoris causa, скорочено: D.h.с.), що не потребує захисту дисертації, але і не дає прав звичайного доктора.
В університетах Російської імперії наукові ступені вперше введені 1819 року — діяли єдині правила присудження (кандидат університету, магістр і доктор). У 1917 році наукові ступені у РРФСР були ліквідовані. У 1937 році в СРСР були встановлені ступені кандидата і доктора наук.

### Російська імперія
В Російській імперії наукові ступені вперше впроваджені «Указом про устрій училищ» від 24 січня 1803 року. Право присуджувати ступінь доктора спочатку було даровано п'яти університетам: Харківському, Московському, Дерптському (Юр'ївському, пізніше Тартуському) та Казанському, а також Віленському університету, який мав особливу юрисдикцію. Пізніше право присуджувати наукові ступені отримали університети у Києві, Варшаві та Санкт-Петербурзі. З 1803 року на філософських та юридичних факультетах університетів передбачалося присудження 3 ступенів: кандидата університету, магістра і доктора, а на медичному факультеті — доктора медицини. Ступені присуджувалися на основі окремих університетських статутів. Протягом XIX століття правила і порядок присвоєння цих ступенів неодноразово змінювалися, а процедура здобуття наукових ступенів була багатоетапною. Перший ступінь кандидат університету (від лат. Candida «біла тога» — призначений для заняття місця, посади, для вступу куди записаний в очікування черги) присуджувався випускникам вишів, які закінчили університети з відзнакою, за наявності рукописної дисертації. Існували також кандидати комерції — золоті медалісти комерційних училищ. Процедура підготовки та публічного захисту дисертації на здобуття наукового ступеня магістра і доктора передбачала здачу усних і письмових іспитів, подання роботи, її експертиза на факультеті й подальший публічний захист дисертації, за участю спочатку одного, а рік потому трьох офіційних і неофіційних опонентів. У 1819 році Міністерством народної просвіти було затверджено єдине обов'язкове для всіх університетів імперії «Положення про виробництво в учені ступені», в якому визначалися науки, за якими проводились екзаменаційні випробування на присудження наукових ступенів та згідно з котрим ступінь кандидата університету присуджувалася всім випускникам, які на відмінно закінчили курс. Для інших здобувачів-випускників присудження цього ступеня передбачало написання твору в присутності екзаменаторів. Магістерський іспит складався з двох питань, а докторський — з чотирьох, на котрі належало відповісти в письмовій формі. Докторські дисертації було заведено писати латиною. Кандидат університету і доктор іменувалися по факультету, а магістр отримував найменування по одному з 14 розрядів наук, вперше встановлених у практиці присудження наукових ступенів. Не слід змішувати ступінь кандидата університету та сучасний ступінь кандидата наук; перший радше відповідає сучасному ступеню магістра, що присуджується по закінченню університету, тоді як ступінь магістра того часу був вищий за ступінь кандидата університету. За рівнем та складністю здобуття його можна порівняти з сучасним ступенем кандидата наук або доктора філософії. Затвердження в ступені магістра та доктора здійснювалося Міністром народної просвіти.

Диплом 1861 року Санкт-Петербурзького університету на ступінь кандидата університету

У 1837, 1844 та 1864 роках приймалися нові «Положення вимог до дисертацій», змінювалася кількість іспитів, номенклатура спеціальностей, з'явився дозвіл писати дисертації російською мовою, а не латинською як це було раніше. «Положенням про випробування на вчені ступені» від 1837 року була зменшена кількість питань на докторському іспиті та розмежовані головні й додаткові предмети магістерських іспитів. Латинь стала обов'язковою мовою лише для дисертацій з класичної філології та медицини. Нововведення торкнулися і розрядів наук: ступінь доктора без спеціалізації збереглася тільки для юристів (доктор прав), також засновані нові ступені (доктор математичних наук, доктор природничих наук, доктор загальної словесності та доктор східної словесності). Згідно з універсальним Статутом 1835 року було зміцнено і продовжено подальшу централізацію системи підготовки наукових кадрів. «Положенням про виробництво в учені ступені» 1844 року було змінено порядок здачі магістерських та докторських випробувань; крім того, кількість розрядів наук, з котрих присуджувався ступінь магістра, збільшилася до 22, а латинь, як обов'язкова мова дисертацій з класичної філології, була скасована (докторські дисертації по медицині писалися латиною до 1859 року). Університетський статут 1863 року надав ученим радам право присвоювати заслуженим науковцям ступінь почесного доктора без захисту дисертації, а особам, які не мали ступеня магістра, і без іспиту.
До 1864 року дисертація частіше представлялася на факультет у вигляді рукопису або у вигляді опублікованої книги. «Положенням про вчені ступені» 1864 року передбачалася попередня публікація магістерської та докторської дисертацій, а з 1884 року дисертації стали представлятися тільки в друкованому вигляді тиражем не менше 300 примірників, автореферат дисертації не публікувався, проте був потрібний додаток до дисертації у вигляді тез обсягом не більше чотирьох сторінок. Частина дисертацій вручалася членам факультетського активу, інша надходила на продаж. Зміст і якість дисертації обговорювалося в наукових колах. Захист дисертації проходила на засіданні факультету, в якому брали участь члени ради факультету та інші охочі. Обсяг магістерської та докторської дисертації у другій половині XIX—початку XX століть з гуманітарного профілю, як правило, становили 200—400 сторінок, дисертації фізико-математичних факультетів — не перевищували 200 сторінок. На дисертацію призначалися два офіційних опоненти (як правило, з числа професорів даного факультету, опоненти з інших університетів не запрошувалися), офіційними опонентами могли бути навіть викладачі, які не мали аналогічного наукового ступеня. За умови одноголосного голосування за магістерську дисертацію міг бути присуджений науковий ступінь доктора. Рішення факультету затверджувалося вченою радою університету, та як результат, здобувачеві видавався диплом магістра або доктора наук. У 1864 році були скасовані докторський іспит і затвердження дисертацій міністерством народної просвіти. Кількість розрядів наук збільшилася до 39, однаково як для магістрів, так і докторів. Розряди наук, які визначали спеціалізацію науковця, стали відповідати поділу за кафедрами університетів. У 1884 році кандидатський ступінь був скасований.
З 60-х років XIX століття рукописні дисертації змінилися друкованими, також, на відміну від країн Західної Європи, стала практикуватися їхня публікація у вчених записках та працях університетів і наукових товариств, а також у галузевих журналах. До дисертації додавалися друковані тези, що відображали основні наукові положення, які виносилися до захисту. Дисертація, не допущена до захисту одним з університетів, могла бути представлена в інший. Університетський статут 1884 року скасував ступінь кандидата університету і надав факультетам право в окремих випадках присуджувати ступінь доктора за магістерську дисертацію.
До 1819 року в Російській імперії науковий ступінь доктора також був класним чином (скасований указом про введення «Положення про виробництво в учені ступені» від 20 січня 1819 року), відносився до IX класу Табеля про ранги (спочатку надавався тільки службовцям Академії наук), за статусом був нижче колезького асесора, але вище колезького секретаря і титулувався «Ваше благородіє» та давав право на особисте дворянство. Надалі докторам стали присвоювати вищі статські чини (надвірного радника (VII клас) і навіть таємного радника[джерело?]), оскільки з 1803 року чин титулованого радника автоматично надавався магістрам та рівним їм. На початку XX століття докторам автоматично присвоювався чин дійсного статського радника (IV клас, що забезпечувало отримання спадкового дворянства) з правом носіння мундира по відомству. Передбачалося, що це стимулюватиме магістрів до захисту докторських дисертацій, оскільки в той час через велику складність процедури захисту абсолютна більшість професорів мали ступінь магістра, а звання професора саме по собі вже давало чин V класу, статського радника (звання екстраординарного професора — чин колезького радника, VI клас), хоча і без права носіння мундира. Крім того, надалі професори могли отримати цей чин і за вислугою.

### Союз Радянських Соціалістичних Республік

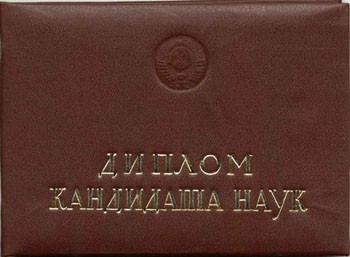
Обкладинка диплома кандидата наук СРСР

Диплом доктора наук СРСР

Після жовтневих подій 1917 року наукові ступені були скасовані розпорядженням Народного комісаріату просвіти Російської Радянської Федеративної Соціалістичної Республіки від 1 грудня 1918 року, як пережиток «старого режиму». Повністю ліквідована університетська система самоврядування та університетська автономія, а викладачів стали готувати лише «Інститути червоної професури». Тому у 20—30-х роках XX століття в науковій пресі СРСР почалося широке обговорення необхідності створення нової системи наукових ступенів. 13 січня 1934 та у березні 1937 років постановами Радянського народного комісаріату РСФСР були відновлені наукові ступені кандидата наук (більш спрощений за вимогами присудження та меншою дисертацією ніж аналогічний, в той час, ступені магістра, та здійснено з метою полегшення здобуття наукового ступеня малограмотними претендентами та дати їм право обіймати посади доцента і професора, інші керівні посади в навчальних і наукових закладах) та доктора наук, встановлені кандидатські іспити та визначено порядок захисту дисертацій за аналогією дореволюційної системи академічних ступенів та з оглядкою на німецьку систему академічних ступенів. Права видачі дипломів наукових ступенів, які раніше належали інститутам і університетам, були передані адміністративним органам: спочатку Кваліфікаційним комісіям при Наркоматах, АН СРСР, республіканським та галузевим академіям, а у 1934 році заснованій загальносоюзній Вищій атестаційній комісії (ВАК) за клопотанням вишів і науково-дослідних установ. Видача дипломів перший час мала ідеологічне забарвлення: пріоритетність претендентів визначалася за класовим походженням, їхньою партійністю та політичними поглядами. Того ж року ряд вишів (інститути народної просвіти) були перейменовані в університети, однак при цьому не було мови про повернення університетської автономії у присудженні наукових ступенів. У 1937 році був визначений перелік галузей наук, за якими проводиться захист дисертацій. Пізніше для присудження наукових ступенів були встановлені: подання друкованого автореферату дисертації (з 1949 року), обов'язковість попередньої публікацій на тему дисертації (з 1958 року) та обмеження обсягу дисертації (з 1973 року). У 70—80-х роках кваліфікація фахівців здійснювалася за галузями: біологічні, ветеринарні, географічні, геолого-мінералогічні, медичні, психологічні (відокремлені від педагогічних у 1968 році), сільськогосподарські, технічні, фармацевтичні, фізико-математичні, хімічні та юридичні науки, а також мистецтвознавство і архітектура. Кожна галузь науки передбачала додаткові підрозділи — в цілому більше 500 спеціальностей. Протягом 1934-1986 років у цілому по СРСР були захищені 518 700 дисертацій, у тому числі 473 тисяч кандидатських і 45,7 тисячі докторських дисертацій, тобто близько 11 тисяч робіт на рік (за винятком воєнних років), відношення ж докторів до кандидатів наук становило близько 1:10.
Дипломи доктора філософії, права та інші до 1918 року видавали у Харківському, Київському св. Володимира та Одеському (Новоросійському) університетах, до 1939 року — у найстарішому університеті України — Львівському (нині Львівський національний університет імені Івана Франка), до 1941 року — у Чернівецькому університеті.

### Україна
Україна після розпаду СРСР успадкувала радянську систему наукових ступенів кандидата та доктора наук. У 2004 році Вищою атестаційною комісією України було видано близько 5,5 тисяч наукових дипломів доктора і кандидата наук, у тому числі 708 докторів наук, тобто 13 % науковців офіційно допущено до вищих наукових посад.
Вища атестаційна комісія України у 1993 році повідомила, що на підставі постанови Кабінету Міністрів України від 17 березня 1993 року № 199 «Про затвердження описів дипломів доктора і кандидата наук та атестата старшого наукового співробітника і переліку галузей науки, з яких може бути присуджений науковий ступінь» розроблено і затверджено президією ВАК України нову форму — «Додаток до диплома кандидата наук» (далі за текстом — «Додаток»), що засвідчує відповідність наукових ступенів «Кандидат наук» і «Doctor of Philosophy» (Ph.D.).
Документ складений англійською мовою відповідно до моделі, розробленої Європейською Комісією, Радою Європи та UNESCO/SEPES і містить інформацію про кваліфікаційний рівень наукового ступеня «Кандидат наук» в національній системі освіти України, основну наукову спеціальність, рівень освіти, результати кандидатських іспитів, рік захисту й назву кандидатської дисертації власника диплома кандидата наук.
З 1 січня 2004 року запроваджується новий удосконалений порядок оформлення «Додатка», що розроблений і виконується Центром інформаційно-технічного обслуговування «ЦІТО».
Виготовлення «Додатка» здійснюється на підставі Заяви встановленого зразка, котру подає власник диплома кандидата наук особисто або через довірених осіб (письмове доручення для цього непотрібне), де вказується бажаний правопис прізвища, ім'я та по батькові англійською мовою.

## Архітектура наукових ступенів
При загальній єдиній системі наукових і університетських ступенів спостерігаються деякі відмінності в окремих країнах.
Особливості атестацій наукових кадрів і присудження наукових ступенів у країнах Європи та Америки:

### Радянська модель
У Республіці Білорусь, Російській Федерації і Україні збереглася з деякими місцевими модифікаціями радянська модель підготовки та державної атестації наукових і науково-педагогічних кадрів.
Перший науковий ступінь — кандидат наук, що здобувається особою, яка має освітньо-кваліфікаційний рівень магістра або спеціаліста, і, зазвичай, навчається в аспірантурі закладу вищої освіти або науково-дослідної установи. Нормативний термін навчання становить 3—4 роки. Здобуття ступеня кандидата наук передбачає складання кандидатського мінімуму, опублікування певної кількості наукових статей, і публічний захист кандидатської дисертації. Присудження наукового ступеня кандидата наук здійснюється вченими радами вишів (факультетів) або науково-дослідних установ, а також розгляду рішення Вчених рад Вищою атестаційною комісією (ВАК).
В період державності Російської імперії діяв аналогічний науковому ступеню кандидата наук — ступінь магістра, який передбачав кілька років досліджень, після закінчення університету, і захист дисертації. Крім того, також існував ступінь кандидата університету, який присуджувався студентам, що закінчили університетський курс з відзнакою. Сучасний науковий ступінь кандидата наук вперше впроваджений 13 січня 1934 року зі затвердженням постанови Ради народних комісарів Союзу Радянських Соціалістичних Республік та до 1991 року був першим науковим ступенем в 15 союзних республік СРСР. Кандидат наук також існував у деяких країнах Ради Економічної Взаємодопомоги: Болгарії (болг. Кандидат на науките, скасований лише в середині 1990-х років), Чехословаччині (словац. Kandidát vied Словаччини ліквідований у 1996 році, чеськ. Kandidát věd Чехії — у 1998 році). Кандидат наук мав право брати участь у конкурсі на заміщення посади доцента, старшого наукового співробітника, завідувача кафедрою, лабораторією у виші або науково-дослідній установі та захищати дисертацію на здобуття наукового ступеня доктора наук. У 1971 році в СРСР кандидатську ступінь мали 249,2 тисячі наукових працівників, а у 1972 — право прийому до захисту кандидатських дисертацій було надано близько однієї тисячі вишам і науково-дослідним установам. На сьогодні науковий ступінь кандидата наук присуджується лише в Білорусі, Росії та Україні.
Науковим ступенем вищого рівня є доктор наук, що здобувається особою, яка має науковий ступінь кандидата наук і, зазвичай, перебуває в докторантурі закладу вищої освіти або науково-дослідної установи. Здобуття ступеня доктора наук передбачає проведення оригінальних наукових досліджень, отримання наукових результатів, які мають суттєву наукову новизну і практичне значення, їхня публікація у наукових виданнях та публічний захист дисертації. Термін перебування в докторантурі на загальних умовах не перевищує 3 років.
Ступінь доктора наук вперше був введений в університетах Російської імперії в 1819 році та присуджувався особам, які мали ступінь магістра та захистили докторську дисертацію. Починаючи з 13 січня 1934 року дійсний як науковий ступінь наукових працівників та присуджувався Вищою атестаційною комісією (ВАК) за клопотанням вишів і науково-дослідних установ особам, які мали, як правило, науковий ступінь кандидата наук або вчене звання професора, що опублікував великі наукові праці та публічно захистив дисертацію у раді вишу чи наукової установи, та яким надавалося право прийняття до захисту докторської дисертації. Дисертація була самостійною науково-дослідною роботою, містила теоретичні узагальнення та розв'язувала наукові проблеми, які становили значний внесок у науку і практику. Окрім дисертації міг представлятися підручник для вишів, що був самостійною науковою або науково-методичною роботою здобувача. У виняткових випадках ВАКом присуджувався особам без захисту дисертації, які були відомими своїми видатними науковими працями, відкриттями та винаходами, а також за сукупністю виконаних наукових робіт. У період державності СРСР науковий ступінь доктора наук присуджувався з 21-ї галузі наук, а саме: фізико-математичних, хімічних, біологічних, геолого-мінералогічних, технічних, сільськогосподарських, історичних, економічних, філософських, філологічних, географічних, юридичних, педагогічних, медичних, фармацевтичних, ветеринарних, військових, військово-морських наук, а також з мистецтвознавства, архітектури та психології. У 1970 році науковий ступінь доктора наук мали 23,6 тисячі наукових працівників.

#### Білорусь
У Республіці Білорусь присуджуються два наукових ступені (біл. Навуковая ступень): кандидата наук (біл. Кандыдат навук) і доктора наук (біл. Доктар навук), — з відповідної галузі наук з 21 наявних. Науковий ступінь дозволяє науковим працівникам на визнання їх науковими працівниками вищої кваліфікації. Галузі наук з котрих присуджуються наукові ступені ідентичні українським, окрім відсутності в них військових наук, державного управління, соціальних комунікацій та фізичного виховання і спорту, а також заміни геологічних наук на геолого-мінералогічні науки. Особам, яким присуджено наукові ступені, видаються національні дипломи кандидата наук або доктора наук.

Диплом кандидата наук у Білорусі

- Науковий ступінь кандидата наук присуджується радою з захисту дисертацій на підставі публічного захисту кандидатської дисертації, рішення котрого затверджується Президією ВАК у формі постанови відкритим або таємним голосуванням та набрати чинності з дня його прийняття радою з захисту дисертацій. Здобувачем наукового ступеня кандидата наук є особа з вищою освітою, яка склала кандидатські (диференційовані) заліки та кандидатські іспити із загальноосвітніх дисциплін, а також кандидатський іспит (кандидатські іспити) зі спеціальної дисципліни, відповідної спеціальності (спеціальностей) і галузі науки, за якими підготовлена і представлена до попередньої експертизи дисертація.
- Науковий ступінь доктора наук присуджується Президією ВАК у формі постанови відкритим або таємним голосуванням, на підставі клопотання ради із захисту дисертацій за результатами експертизи докторської дисертації. Рішення про присудження ступеня набуває чинності з дня прийняття Президією ВАК постанови з даного питання. Здобувачами наукового ступеня доктора наук є особи, які мають науковий ступінь кандидата наук та подали до попередньої експертизи дисертацію.

Експертиза дисертації проходить три етапи:
- Попередня експертиза в установі освіти, яка реалізує освітні програми післявишівської освіти, або в організації, яка реалізує такі освітні програми, за місцем виконання дисертаційного дослідження або за направленням ВАК в іншому закладі післявишівської освіти.
- Експертиза в раді по захисту дисертацій, що включає первинну і (при необхідності) додаткову експертизу, експертизу офіційними опонентами та опонуючої організацією та публічний захист у раді по захисту дисертацій.
- Підсумкова експертиза в експертній раді ВАК та Президії ВАК.

Підготовка наукових працівників вищої кваліфікації організовується в рамках аспірантури (ад'юнктури) та докторантури з метою забезпечення умов, необхідних для підготовки та захисту дисертацій на здобуття наукового ступеня відповідно кандидата наук, доктора наук. Підготовка наукових працівників вищої кваліфікації може здійснюватися також у формі здобування для осіб, які працюють над дисертаціями поза аспірантурою (ад'юнктури) та докторантури. Державне регулювання в галузі атестації наукових, у тому числі науково-педагогічних, працівників вищої кваліфікації здійснюється Президентом Республіки Білорусь та Вищою атестаційною комісією.

#### Росія
Відповідно до правових основ оцінки кваліфікації наукових працівників та критеріїв визначення цієї оцінки, в Російській Федерації для наукових і науково-педагогічних кадрів вищої кваліфікації встановлені два наукових ступені (рос. Учёная степень): кандидат наук (рос. Кандидат наук) та доктор наук (рос. Доктор наук). Наукові ступені присуджуються з однієї з 21 галузі наук та відповідної спеціальності особам, які здобули післявишівську професійну освіту в аспірантурі (ад'юнктурі) або докторантурі та захистили кваліфікаційну роботу — дисертацію на здобуття наукового ступеня відповідно кандидата наук чи доктора наук, за сукупністю наукових робіт та мають відповідний документ державного зразка про науковий ступінь: диплом кандидата або доктора наук.

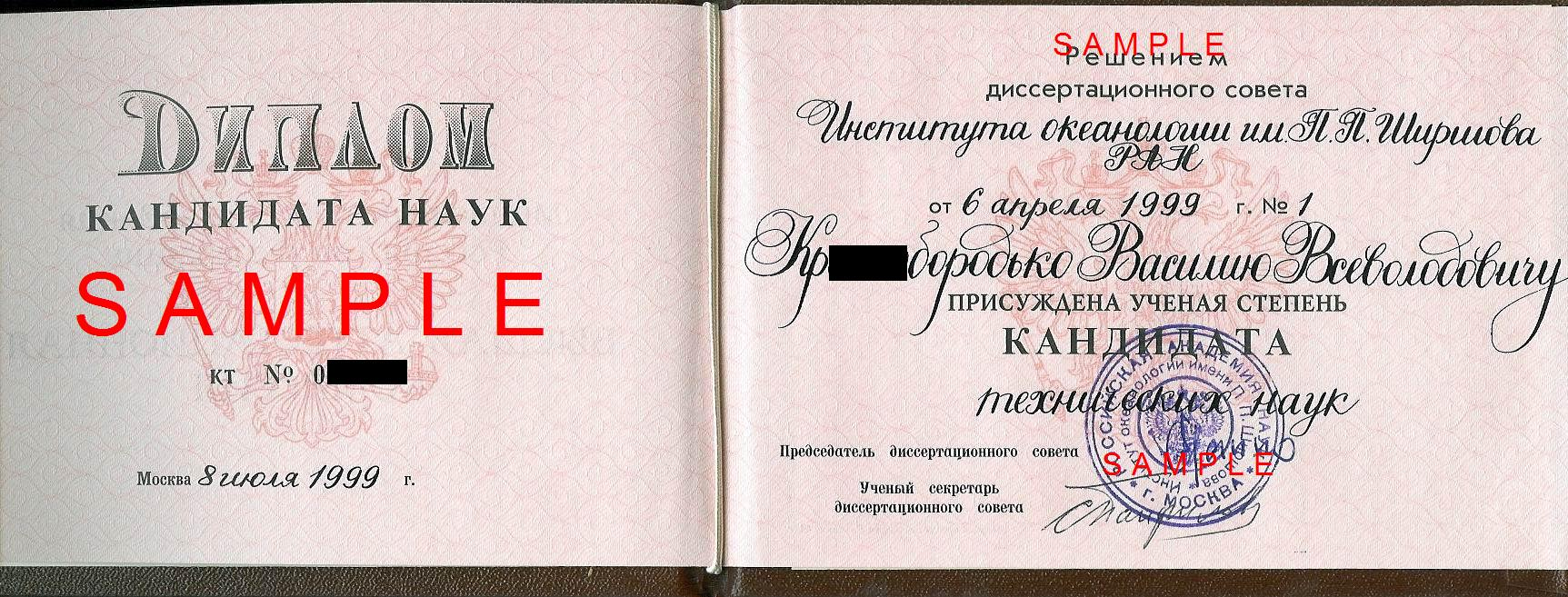
Диплом кандидата наук у Росії

- Науковий ступінь кандидата наук, присудження котрого здійснюється дисертаційною радою за результатами публічного захисту кандидатської дисертації здобувачем, який має вищу професійну освіту. Кандидатська дисертація може бути представлена у вигляді спеціально підготовленого рукопису, наукової доповіді або опублікованої монографії. Перед захистом кандидатської дисертації здобувач повинен скласти кандидатські іспити, а у разі відсутності вищої професійної освіти з галузі науки за якою підготовлена дисертація, складає додатковий кандидатський іспит з загальнонаукової, що застосовується до даної галузі науки, дисципліни. На підставі рішення Вченої ради Міністерством освіти та науки Російської Федерації видається диплом кандидата наук.
- Науковий ступінь доктора наук присуджується радою з захисту дисертацій (дисертаційна рада) на здобуття наукового ступеня доктора наук за результатами публічного захисту докторської дисертації здобувачем, які мають науковий ступінь кандидата наук. Докторська дисертація може бути представлена у вигляді спеціально підготовленого рукопису або опублікованої монографії. На підставі позитивного рішення Вченої ради про присудження наукового ступеня та висновку Вищої атестаційної комісії при Міністерстві освіти й науки Російської Федерації, Міністерством освіти та науки Російської Федерації видається підтверджувальний документ — диплом доктора наук.

Номенклатура галузей наук з яких присуджуються наукові ступені:
- архітектура
- біологічні науки
- ветеринарні науки
- географічні науки
- геолого-мінералогічні науки
- економічні науки
- історичні науки
- культурологія
- медичні науки
- мистецтвознавство
- педагогічні науки
- політичні науки
- психологічні науки
- сільськогосподарські науки
- соціологічні науки
- технічні науки
- фармацевтичні науки
- фізико-математичні науки
- філологічні науки
- філософські науки
- хімічні науки
- юридичні науки

Підготовка науково-педагогічних працівників здійснюється в аспірантурі (ад'юнктурі) та докторантурі закладів вищої освіти, освітніх установ додаткової професійної освіти, наукових організацій, а також шляхом прикріплення до таких освітніх установ та наукових організацій здобувачів для підготовки та захисту дисертацій на здобуття наукового ступеня кандидата наук чи доктора наук, або шляхом переведення педагогічних працівників на посади наукових працівників для підготовки дисертацій на здобуття наукового ступеня доктора наук.
- Докторантом є особа, яка має науковий ступінь кандидата наук і зарахована до докторантури закладів вищої освіти, освітніх установ додаткової професійної освіти або наукових організацій для підготовки дисертації на здобуття наукового ступеня доктора наук. Термін перебування в докторантурі не перевищує три роки.
- Аспірант — особа, що має вищу професійну освіту і навчається в аспірантурі та готує дисертацію на здобуття наукового ступеня кандидата наук.
- Ад'юнктом є військовослужбовець, який має вищу професійну освіту, навчається в ад'юнктурі й готує дисертацію на здобуття наукового ступеня кандидата наук.
- Здобувачем є особа, що має вищу професійну освіту, прикріплена до організації або установи, які мають аспірантуру (ад'юнктуру) та (або) докторантуру, і готує дисертацію на здобуття наукового ступеня кандидата наук без навчання в аспірантурі (ад'юнктурі), або особа, яка має науковий ступінь кандидата наук і готує дисертацію на здобуття наукового ступеня доктора наук.

#### Україна
В Україні присуджуються два наукових ступені: кандидата наук та доктора наук.

##### Галузі наук та наукові спеціальності
Станом на 1 січня 2012 року в Україні нараховується 497 наукових спеціальностей за якими здійснюється підготовка наукових кадрів, проводяться захисти їхніх дисертацій на здобуття наукових ступенів кандидата наук і доктора наук та присуджуються наукові ступені з 26 галузей наук.
З радянського періоду Україною була успадкована 21 галузь науки, з яких присуджувалися наукові ступені. Починаючи з 1993 року Вищою атестаційною комісією України введені нові науки: політичні, соціологічні, а також фізичне виховання та спорт, натомість присудження наукового ступеня військово-морських наук було припинено. Починаючи з 10 червня 1999 року на базі ліквідованих геолого-мінералогічних наук створюються геологічні науки, фізичне виховання та спорт перейменовується на фізичне виховання і спорт, також затверджується нова галузь науки — державне управління. 14 вересня 2011 року вже Міністерством освіти й науки, молоді та спорту України (9 грудня 2010 року Вищу атестаційну комісію України було ліквідовано) введені культурологія та соціальні комунікації.
Галузі наук, за якими присуджується науковий ступінь (абревіатура):
| архітектура (арх.) біологічні науки (б. н.) ветеринарні науки (вет. н.) військові науки (військ. н.) географічні науки (геогр. н.) геологічні науки (геол. н.) державне управління (держ. упр.) економічні науки (е. н.) історичні науки (і. н.) | культурологія (культ.) медичні науки (мед. н.) мистецтвознавство (мист.) педагогічні науки (пед. н.) політичні науки (політ. н.) психологічні науки (психол. н.) сільськогосподарські науки (с.-г. н.) соціальні комунікації (соц. ком.) соціологічні науки (соц. н.) | технічні науки (т. н.) фармацевтичні науки (фарм. н.) фізико-математичні науки (ф.-м. н.) фізичне виховання і спорт (фіз. вих.) філологічні науки (філол. н.) філософські науки (філос. н.) хімічні науки (х. н.) юридичні науки (ю. н.) |

Примітки:      — природничі науки         — технічні науки         — гуманітарні науки         — суспільні науки
Кандидатська дисертація подається до захисту лише за однією спеціальністю, докторська — може подаватися за однією або двома спеціальностями, однак лише однієї галузі науки. Ряд спеціальностей також допускають присудження наукового ступеня одного з кількох варіантів галузей наук, залежно від переважної предметної області конкретної дисертації. Як приклад біофізика (02.00.04) передбачає присудження наукового ступеня з біологічних, фізико-математичних або медичних наук, однак, при цьому дотримується принцип «одна дисертація — одна галузь наук» незалежно від кількості охоплених спеціальностей дисертації та галузей наук спеціальності.
Перелік наукових спеціальностей:
Примітки: ^  XX.YY.ZZ, де: XX — галузь науки;  YY — група наукових спеціальностей;  ZZ — наукова спеціальність

##### Присудження наукових ступенів кандидата і доктора наук
Наукові ступені кандидата і доктора наук присуджуються рішенням спеціалізованої вченої ради за результатами прилюдного захисту дисертацій на здобуття наукового ступеня осіб, які мають повну вищу освіту (для здобувачів доктора наук — науковий ступінь кандидата наук), глибокі фахові знання і значні досягнення в певній галузі науки, та затверджуються МОНмолодьспорту з одночасною видачею відповідних дипломів, на підставі атестаційного висновку експертизи дисертаційних робіт і розгляду атестаційних справ здобувачів.
Кваліфікаційною науковою працею на здобуття наукового ступеня є дисертація, що виконується особисто здобувачем у вигляді спеціально підготовленого рукопису або опублікованої монографії та містить науково обґрунтовані теоретичні або експериментальні результати досліджень, наукові положення, а у випадку прикладних — додатково відомості та документи, що підтверджують практичне використання отриманих здобувачем результатів, сукупність яких може кваліфікуватися як нове наукове досягнення, або розв'язання наукових проблем, що мають важливе соціально-культурне, господарське значення, або як науково обґрунтовані технічні, економічні чи технологічні рішення, впровадження яких робить значний внесок у розвиток економіки України та підвищення її обороноздатності. Основні результати дисертації, що підтверджують наукові досягнення — додаткові відомості й документи, публікуються в провідних рецензованих наукових журналах і виданнях. Наукова дисертація також супроводжується окремими друкованими авторефератами, де викладаються основні ідеї та висновки дисертації, зазначається внесок автора в проведене дослідження, ступінь новизни та практична значущість результатів досліджень.
Підготовка кандидатів і докторів наук здійснюється закладами вищої освіти III — IV рівнів акредитації, науково-дослідними установами або їхніми відокремленими підрозділами. Основними формами підготовки наукових і науково-педагогічних працівників вищої кваліфікації є аспірантура (ад'юнктура) і докторантура, що створюють умови для безперервної освіти, підвищення науково-педагогічної та наукової кваліфікації громадян і здобуття наукового ступеня кандидата або доктора наук.
Підготовка кандидатської чи докторської дисертації виконується здобувачем, звичайно, (але не обов'язково) під час навчання в аспірантурі, під керівництвом відповідно наукового керівника або наукового консультанта, що призначається спеціалізованою вченою (науково-технічною) радою з одночасним затвердженням, для кожного здобувача окремо, теми дисертації, яка, як правило, пов'язується з напрямами основних науково-дослідних робіт закладу вищої освіти або наукової установи. У випадку здобуття наукового ступеня кандидата наук, здобувач, з одночасною підготовкою дисертації, складає ряд кандидатських іспитів, так званий «кандидатський мінімум», як правило, з філософії науки, іноземної мови та спеціальності, а у разі відсутності повної вищої освіти в галузі науки, з якої підготовлено дисертацію — додаткові кандидатські іспити.
Перед захистом дисертації здійснюється ряд проміжних етапів:
- Попередня експертиза дисертації організацією, де виконувалася робота або до якої був прикріплений здобувач з видачею висновку про її наукову та практичну цінність.
- Ознайомлення наукової громадськості з доробком здобувача, для чого примірники дисертації та авторефератів передаються у вільний доступ до бібліотеки закладу вищої освіти (наукової установи), де спеціалізованою вченою радою прийнято дисертацію до захисту, також надсилаються членам спеціалізованої вченої ради, офіційним опонентам, фахівцям даної галузі науки та зацікавленим організаціям, визначених спеціалізованою вченою радою та МОНмолодьспорту.

- Попередній розгляд дисертації спеціалізованою вченою радою закладу вищої освіти (наукової установи), яка визначає повноту викладу матеріалів дисертації в опублікованих працях. Повідомлення про прийняття дисертації до захисту і призначення офіційних опонентів публікується в офіційному друкованому виданні МОНмолодьспорту.
- Незалежна експертиза кандидатської й докторської дисертації відповідно двома або трьома офіційними опонентами, призначених спеціалізованою вченою радою з-поміж компетентних учених зі спеціальності, за якою подано дисертацію. Офіційний опонент на основі вивчення дисертації та праць, опублікованих за темою дисертації, подає до спеціалізованої вченої ради відгук. Подальший розгляд та захист дисертації проводиться за наявності менше двох негативних відгуків, які надійшли від офіційних опонентів.

Прилюдний захист дисертації на здобуття наукового ступеня кандидата чи доктора наук проводиться на правоможному засіданні спеціалізованої вченої ради, що уповноважений МОНмолодьспорту розглядати дисертації по певному колу спеціальностей, за участю відповідно обов'язково двох чи трьох офіційних опонентів у форматі наукової дискусії. Під час захисту дисертант робить наукову доповідь за результатами дисертаційної роботи, відповідає на критику опонентів і на питання аудиторії. Рішення спеціалізованої вченої ради про присудження наукового ступеня вважається позитивним, якщо за нього проголосувало шляхом таємного голосування не менш як три чверті членів ради, які брали участь у засіданні.
Проведення контролю за науковим рівнем дисертацій, їхньої наукової та практичної цінності, за роботою спеціалізованих вчених рад та дотриманням єдиних вимог до здобувачів наукових ступенів, а також експертиза дисертацій здійснюється МОНмолодьспорту за участю експертних рад. Експертні ради на основі аналізу дисертації та визначення відповідності рівня підготовки здобувачів — науковому ступеню кандидата або доктора наук, подає до МОНмолодьспорту атестаційний висновок, на підставі розгляду котрого Атестаційною колегією МОНмолодьспорту затверджується рішення експертної ради про присудження наукових ступенів кандидата або доктора наук та видаються відповідні дипломи.
Атестаційна справа здобувача наукового ступеня зберігається у спеціалізованій вченій раді протягом десяти років, дисертація — Національній бібліотеці України імені В. І. Вернадського, а її електронний примірник — в Українському інституті науково-технічної та економічної інформації. Відгуки про дисертацію та автореферат, стенограма (розшифрована і засвідчена фонограма) засідання та протокол голосування залишаються у спеціалізованій вченій раді.

##### Нострифікація
Між 22 країнами та Україною діють двосторонні угоди про взаємне визнання документів про наукові ступені, що передбачають порівняння українських дипломів кандидата та доктора наук до рівноцінних їм іноземних:

### Дворівнева модель
Доктор (грец. δάσκαλος — у дослівному перекладі «вчитель») — науковий ступінь, що присуджується в країнах Європейського Союзу та інших високорозвинених країнах. Перші правила присудження наукового ступеня склав Папа Онорій III 1219 року. Ступінь доктора надається особі, після промоції (лат. Promotio) або габілітації (лат. Habilitatio), під час якої претендент виступає з викладом своєї праці, а промотори (офіційні опоненти) дають їй оцінку та пропонують рішення — присудити науковий ступінь доктора відповідної галузі науки. Перед промоцією потрібно скласти ригорози (лат. Rigorosum) — екзамени зі спеціальності або близької галузі науки. Інколи ригорози може складатися із 10 і більше екзаменів. У деяких країнах, як, наприклад в Австрії, при наявності вагомих праць науковий ступінь можуть присудити без промоції дисертації, а здачі трьох ригорозів. Оцінювання дипломів докторів може проводитись за чотирибальною шкалою, зокрема добре, дуже добре, з відзнакою (лат. Cum Laude) та з великою відзнакою (лат. Cum Laude Magna).
Типові наукові ступені доктора:
- Доктор богослов'я (грец. Doctor of Theology, ThD чи DTh)
- Доктор у галузі інформаційних технологій (англ. Doctor of Information Technology, DIT)
- Доктор державного управління (англ. Doctor of Public Administration, DPA)
- Доктор дизайну (англ. Doctor of Design, DDes)
- Доктор ділового адміністрування (англ. Doctor of Business Administration, DBA)
- Доктор канонічного права (англ. Doctor of Canon Law, JCD)
- Доктор медичних наук (англ. Doctor of Medicine, MD (поширений у Сполученому Королівстві і в багатьох країнах Співдружності))
- Доктор мистецтвознавства (англ. Doctor of Arts, DA)
- Доктор музики (англ. Doctor of Music, DM)
- Доктор музичних мистецтв (англ. Doctor of Musical Arts, DMA (зазвичай присуджується за високі досягнення в музичному мистецтві))
- Доктор охорони здоров'я (англ. Doctor of Public Health, DrPH чи DPH)
- Доктор педагогічних наук (англ. Doctor of Education, EdD)
- Доктор професійного навчання (англ. Doctor of Professional Studies, DPS)
- Доктор соціології(англ. Doctor of Social Science, DSocSci)
- Доктор технічних наук (англ. Doctor of Engineering, DEng, Dr.Eng. чи EngD)
- Доктор технічних наук (англ. Doctor of Science, DSc)
- Доктор управління (англ. Doctor of Management, DM)
- Доктор управління охорони здоров'я(англ. Doctor of Healthcare Administration, DHA)
- Доктор філософії (англ. Doctor of Philosophy, PhD чи DPhil) (практичного не має відношення до філософії і присуджується майже в усіх базових наукових областях)
- Доктор юридичних наук (англ. Doctor of Juridical Science, JSD чи SJD (в США))
- Доктор юридичних наук (англ. Doctor of Laws, LLD (надається тільки в США як почесний ступінь))

Габілітація (лат. habilis буквально «здатний», «придатний», лат. habilitation) — вища академічна кваліфікація деяких азійських та європейських університетів, наступна після наукового ступеня доктора. Після проходження процедури габілітації претенденту присуджується титул габілітованого доктора (лат. doctor habilitatus, Dr.Habil.), який дає право на заняття професорської посади в університеті. Проте варто зазначити, що титул габілітації не є окремим науковим ступенем, а лише кваліфікацією, додатковою до ступеня доктора, який дозволяє займати пост професора університету.
Основним етапом габілітації є захист дисертації, підготовка котрої передбачає виконання наукової роботи значно вищого рівня, ніж це потрібно для дослідження, після якого надають звання доктора — і якісно, і кількісно (за обсягом дослідження). На відміну від дисертації на звання доктора, дана дисертація виконується самостійно, тобто не передбачає керівництва більш підготовленим вченим (доктором наук). Предметом рецензування опонентів є робота вченого в цілому, включаючи наукові публікації, педагогічна діяльність (видання навчальних посібників та підготовка лекційних курсів) та організаційна робота у сфері науки (участь у міжнародних наукових організаціях, керівництво науковими проєктами тощо).
Габілітований доктор діє у європейській континентальній академічній системі: Австрії (нім. Priv.-Doz., раніше нім. Univ.-Doz.), Болгарії, Данії, Польщі (лат. dr hab.), Німеччині, Швейцарії (лат. Dr. habil.), Португалії (порт. Agregação), Словаччині, Словенії, Угорщині (лат. Dr. habil.), Франції (фр. Habilitation à diriger des recherches), Фінляндії, Швеції (Docent, Doc.) та Чехії (Docent).

#### Німеччина
В Німеччині здійснюється присудження двох наукових ступенів: доктора (нім. Doctor, Dr.) та доктора габілітованого (нім. Doctor-Habilitation).
- Ступінь доктора наук присуджують з певної галузі науки після успішного захисту дисертації. Здобувачами докторського ступеня можуть бути особи, які здобули диплом магістра (нім. Diplom Magister) або отримали державний диплом у системі підготовки національних німецьких кадрів для керівних органів, а також низки спеціальностей особливого регістру — юристи, шкільні вчителі, фармацевти тощо, які надають після отримання диплома магістра і за наявності дворічного професійного стажу (нім. Sta atse xamen). Захист дисертації на здобуття наукового ступеня доктора наук відбуваються тільки в університетах (нім. Universitaten). Навчання здобувачів здійснюється в докторантурі та пов'язане з проведенням докторантами самостійних наукових досліджень упродовж трьох років. Дисертаційне дослідження докторантами проводяться в інститутах Товариства Макса Планка, науково-дослідних центрах, у національних та індустріальних лабораторіях. Науковий ступінь доктора наук, участь у конкурсі після роботи за кордоном та наявність вагомих наукових здобутків дозволяє отримати першу професорську посаду (нім. W 2 — професор, але не завідувач кафедри, так званий «професор без влади»).
- Доктор габілітований — наступний етап у науковій кар'єрі доктора наук, що передбачає підготовку габілітації (нім. Habilitation) і захист її перед спеціальною експертною комісією. Науковий ступінь доктора габілітованого можна отримати за будь-якою спеціальністю, запровадженою німецькими університетами, за умови, що претендент має всі відповідні ступені вищої освіти за цією спеціальністю з гарними оцінками. Державний диплом доктора габілітованого дозволяє посідати другу професорську посаду (нім. W 3) на університетській кафедрі.

#### Польща
У Республіці Польщі прийняті два наукових ступені: доктора (пол. Doktor, пол. Doktor sztuki або кваліфікація І ступеня) та доктора габілітованого (пол. Doktor habilitowany, пол. Doktor habilitowany sztuki або кваліфікація II ступеня) з певної галузі науки чи мистецтва.
- Докторський ступінь присуджується особам з академічним ступенем магістра або рівноцінним йому, які склали докторські іспити визначені Радою наукових установ (Університетською вченою радою) та захистили докторську дисертацію. Підготовкою докторів наук займаються університети та наукові центри, які мають третій ступінь вищої освіти — докторантуру (studia doktoranckie) та дозвіл Центральної комісії з наукових ступенів і звань присуджувати докторський ступінь. Докторантура здійснює навчання, що триває чотири роки, за стаціонарною та заочною формами. Вступ до докторантури здійснюється на конкурсній основі. Приймальна комісія готує рішення на основі проєкту докторської дисертації, інтерв'ю з кандидатом на докторську програму, середньої оцінки його атестату бакалавра та магістра або ідентичній йому ступені; крім того, до уваги береться також і знання іноземної мови та наукова діяльність кандидата.
- Доктор габілітований присуджується претендентам, які вже мають ступінь доктора, зробили значний внесок у науку чи мистецтво, пройшли процедуру габілітації та успішно захистили дисертаційну роботу.

У галузі мистецтва присвоюються кваліфікації I й II степеня, які є рівнозначними званнями доктора й доктора габілітованого відповідно.
Завдяки схожості умов проходження програм навчання в докторантурі Польщі та аспірантурі України та вимог щодо захисту кваліфікаційних робіт, наукові ступені доктора та габілітованого доктора у Польщі відповідно прирівнюються до кандидата наук і доктора наук в Україні. Громадянам зазначених країн дозволяється продовжувати навчання чи здобувати наступний науковий ступінь в іншій — відповідно в Україні або Польщі.

#### Угорщина
в Угорщині перший науковий ступінь — доктор університету, надається випускникам університету, що здали 2—3 спеціальних іспитів і захистили дисертацію в комісії університету. Друга — кандидат наук, третя — доктор наук, яка присуджується Академією наук. Доктор університету може обіймати посади асистента й ад'юнкта, кандидат наук — доцента і завідувача кафедри. Затвердження на посаду професора і завідувача кафедри здійснюється постановою Ради Міністрів.

### Унітарна модель

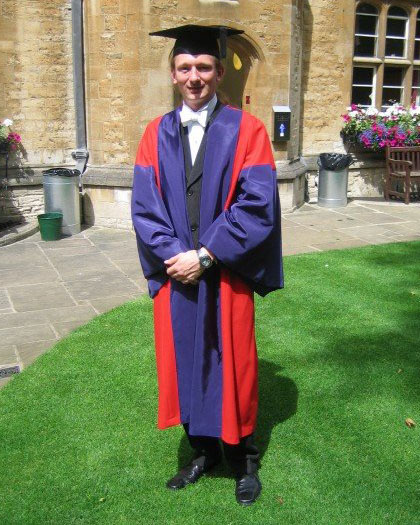
Доктор філософських наук в академічному одязі Оксфордського університету

Головними системами атестації наукових кадрів в Австралії, Великій Британії, Канаді, Новій Зеландії, США, та інших країн є англо-американська. Проте вони не уніфіковані, і, як правило, в кожному вищому навчальному закладі застосовується своя система присудження наукових ступенів.

#### Італія
Єдиним науковим ступенем в Італії, починаючи з 1999 року, коли відбулася реформа системи дипломів і ступенів відповідно до загальноєвропейських освітніх стандартів, є ступінь доктора (італ. Dottorato di Ricerca). Навчання здобувачів здійснюється в університетах, вступ у які для кожного вишу різниця. Здобувачами наукового ступеня можуть бути лише випускники італ. Laurea Specialistica (італ. LS з можливістю займатися науково-дослідною діяльністю), яка присвоюється після закінчення академічно орієнтованої дворічної програми й відповідає 120 кредитам (ECTS — європейської моделі розподілу навчального навантаження та накопичення кредитів) та написання кваліфікаційної роботи. Протягом першого року навчання студенти вивчають кілька загальноосвітніх університетських курсів, з яких складають іспити, а в кінці року індивідуально для кожного обирається область спеціалізації та науковий керівник. Протягом наступних років — здобувачі відвідують семінари відповідно до їхньої спеціалізації, а залишок часу присвячують дослідженням, збору інформації та роботі над дисертацією, представляючи регулярні звіти про результати роботи науковому консультанту. Програма проведення дослідницької діяльності з присудженням ступеня доктора наук (італ. Corsi di Dottorato di Ricerca - CDR) розрахована на три роки й включає написання дисертаційної роботи, однак у разі необхідності може бути продовжена ще на один рік без надання стипендії. Для найбільш обдарованих здобувачів наукового ступеня навчання може досягати до п'яти років. Завершивши роботу над дисертацією, претендент представляє її для процедури захисту — отримання позитивної оцінки незалежної Комісії та затвердження результатів дисертаційної роботи ректором університету. Після завершення докторантури особливо видатним студентам пропонується продовжити своє перебування у виші як асистент-професора (італ. Assistant professor) або постдока за контрактом строком від року до трьох років.

#### США
У США наукові ступені називаються академічними ступенями. Особи, що закінчили англійські та американські університети та інші заклади вищої освіти, отримують перший академічний ступінь бакалавра наук (або мистецтв) (англ. Bachelor), котра присуджується після здачі спеціальних іспитів, а іноді й захисту невеликої за обсягом реферативної дисертації. Диплом бакалавра, як правило, еквівалентний диплому про базову вищу освіту, що видається випускникам бакалавратури Українських вишів з чотирирічним терміном навчання, які склали державні іспити. Другий академічний ступінь в англо-американській системі — магістр наук (або мистецтв) (лат. Magister, англ. Master). Для отримання цього ступеня треба мати академічний ступінь бакалавра і пройти додатковий курс навчання протягом 1—2 років та скласти магістерські екзамени. В деяких університетах, крім того, потрібно захистити й дисертацію. Наукова кваліфікація магістра приблизно та ж, що і випускників магістратури закладів вищої освіти України з 5-річним терміном навчання, які захистили дипломну роботу або дипломний проєкт. Найвищий академічний ступінь — Доктор філософії, а в деяких університетах — доктор наук (математичних, фізичних та інших) (лат. Medicinae Doctor (M.D.), Philosophiae Doctor (Ph.D.), англ. Doctor of Medical Science (M.Sc.D.)). Право присудження ступеня доктора філософії, яка еквівалентна ступеню кандидата наук в Україні, мають всі університети та присуджується після виконання докторської праці та промоції (інколи це габілітація). При цьому можуть зараховувати іспити — ригорози, складені при отриманні ступеня магістра.
Типові для США наукові ступені:
- Doctor of Arts (DA)

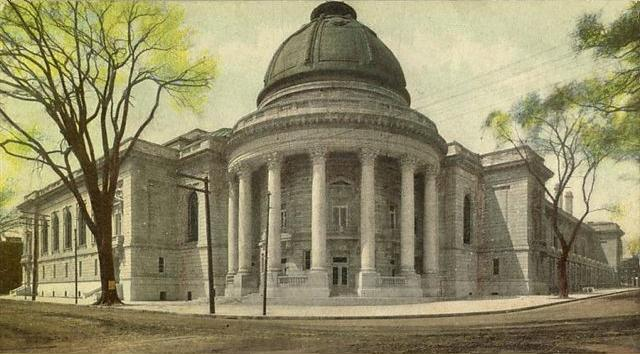
Єльський університет здійснив першим у США присудження Ph.D.

- Doctor of Business Administration (DBA)
- Doctor of Canon Law (JCD)
- Doctor of Design (DDes)
- Doctor of Education (EdD)
- Doctor of Engineering (DEng/Dr. Eng./EngD)
- Doctor of Information Technology (DIT)
- Doctor of Laws (LLD) (In the US, the LLD is only awarded as an honorary degree.)
- Doctor of Juridical Science (JSD/SJD) (in the US)
- Doctor of Management (DM)
- Doctor of Medicine (MD the United Kingdom and many Commonwealth countries)
- Doctor of Osteopathic Medicine (DO)
- Doctor of Philosophy (PhD or DPhil)
- Doctor of Professional Studies (DPS)
- Doctor of Science (DSc)
- Doctor of Social Science (DSocSci)
- Doctor of Public Health (DrPH, DPH)
- Doctor of Theology (ThD or DTh)

#### Франція
У Франції науковим ступенем слід вважати ступінь доктора (фр. Doctor). Підготовку здобувачів наукового ступеня здійснюють докторантури університетів (фр. Ecole Doctorale). Здобувачами наукового ступеня можуть бути особи, які мають диплом магістра або диплом інженерної школи. Навчання в докторантурі проводиться під контролем наукового керівника в рамках наукової команди або в науковій лабораторії (фр. Unité de Recherche), яку прикріплено до певної докторантури. Також здобувач може укласти угоди з промисловими підприємствами про навчання в рамках ведення наукових досліджень (фр. CIFRE), що дозволяє молодим вченим виконувати дисертацію на підприємстві в рамках реалізації програми НДДКР з взаємодією з незалежною науковою командою, яка не працює на даному підприємстві. Програма проведення дослідницької діяльності в докторантурі розрахована на три роки, з котрих навчання триває рік, а решту часу приділяється дослідженню. Офіційних вимог щодо необхідності публікацій для допуску до захисту у французьких університетах немає. Все вирішується за місцевими критеріями та іноді комісія допускає до захисту докторантів майже без публікацій. Однак у багатьох наукових дисциплінах для того, щоб бути допущеним до захисту дисертації, необхідно опублікувати кілька статей в журналах, які включені в міжнародні індекси цитування. Готовність дисертації до захисту визначається науковим керівником. У разі позитивного рішення за три місяці до захисту дисертації надсилається двом рецензентам (фр. Rapporter), яких підбирає науковий керівник з іншої лабораторії чи факультету. Захист дисертації проводиться при засіданні журі та включає озвучення доповіді здобувачем і надання відповіді на запитання рецензентів. Питання про присудження наукового ступеня вирішується рецензентами, за умови отримання позитивних відгуків від рецензентів. Після захисту, якщо потрібно, вносяться виправлення в текст дисертації та роздруковується робота в кількох екземплярах, три з яких обов'язково залишаються в університеті. На фінальному етапі рецензії разом з досьє здобувача подаються в університет, котрий на їхній основі видає диплом доктора.
У другій половині XX століття першим науковим ступенем у Франції був ступінь ліценціата (математики, фізики, хімії тощо), для одержання якої потрібно було здати протягом 2-3-го, а інколи й 4-го року навчання у вищій школі 3—4 іспитів та виконати курсову роботу. Ступінь ліценціата давала право працювати вчителем у середній школі 1-го ступеня. Науковий ступінь агреже або доктора 3-го циклу присуджувався після закінчення університету, складення додаткових іспитів і захисту дисертації. Ступінь агреже давав право бути викладачем ліцею, а ступінь доктора (наприклад, доктора-інженера) — зайняти досить високу посаду в промисловості або будь-якому закладі. У зв'язку з участю Франції у Болонському процесі у 2003 році було прийнято нову систему освіти, що передбачає присудження єдиного наукового ступеня доктора.

## Особливі наукові ступені

### Агреже
Агреже (від фр. agrege — «прийнятий у товариство») — науковий ступінь на право викладання в середньому навчальному закладі (ліцеї), а також в університетах на природничо-наукових та гуманітарних факультетах. Уперше ступінь запроваджений у 1808 році у Франції.

### Гранд доктор
Науковий ступінь гранд доктор філософії (англ. Grand PhD) заснований у рамках Глобальної Системи Освіти, право присудження якої відповідно до статуту, 27 травня 2013[джерело не вказане 4367 днів] підписаним Міністром Юстиції Бельгії, належить Європейській Академії Інформатизації (Academie Europeenne d'Informatisation — AEI), заснованої з ініціативи Короля Бельгії Альберта II відповідно королівським декретом № 7/CDLF/14.352/S від 19 вересня 1999 року.

### Ліценціат
Ліценціат, ліцентіат чи ліцензіат (піздньолат. licentiatus — букв. «допущений», лат. licentia doctorandi) — науковий ступінь (академічний ступінь, кваліфікація), який діяв у французькій системі вищої освіти, а також в університетах Фінляндії, Швейцарії та деяких латиноамериканських країн.
У середньовічних університетах був проміжним степенем між бакалавром і доктором. У другій половині XX століття у французьких університетах ліценціат був першим науковим ступенем з літератури, наук і педагогіки, та присуджувався особам, які здали на 3—4 роках вишу три-чотири іспити з дисциплін, що визначали профіль їхньої наукової спеціальності. Ліцензіати мали право викладати в ліцеї (як правило, в провінції) та складати іспити на отримання сертифіката Certificat d'Aptitude du Professoratdu Second degré (CAPES), який дозволяв заміщати посаду викладача середнього навчального закладу, в тому числі будь-якого ліцею. У зв'язку з участю Фінляндії, Франції й Швейцарії у Болонському процесі та прийняття нової освітньої системи науковий ступінь ліценціат був ліквідований.

### Почесний доктор
Почесний доктор (лат. honoris causa, h.c. — буквально «заради пошани», повністю лат. Doctor honoris causa, Dr.h.c.) — ступінь доктора наук або доктора (залежно від системи наукових ступенів) без захисту дисертації, що присвоюється на підставі здійснення значних досягнень претендента в науці чи культурі, навчальним закладом, що вважає почесним присутність даної особи в рядах викладацького складу, навіть якщо присутність має символічний характер. Якщо особа була удостоєна даного звання кілька разів (в кількох університетах), їй присвоюється Dr.h.c.mult. Вперше впроваджений в університетах як титул (звання) у XIX столітті. В Російській імперії інститут почесних докторів (рос. «мужей, известных своей ученостью и сочинениями, или отличившихся в государственной службе в иностранных землях и в Российской империи»), але тих, хто не захистив докторську дисертацію діяв спочатку протягом 1803—1819 років, потім з 1863 року. Починаючи з 30-х років XX століття вже в СРСР, після нетривалого ліквідування, був знову відновлений. Почесний доктор також присвоюється Оксфордським університетом, який визнав почесними всіх прем'єр-міністрів Великої Британії, окрім Маргарет Тетчер (відмовив 1985 року).